# Lothar Fendler

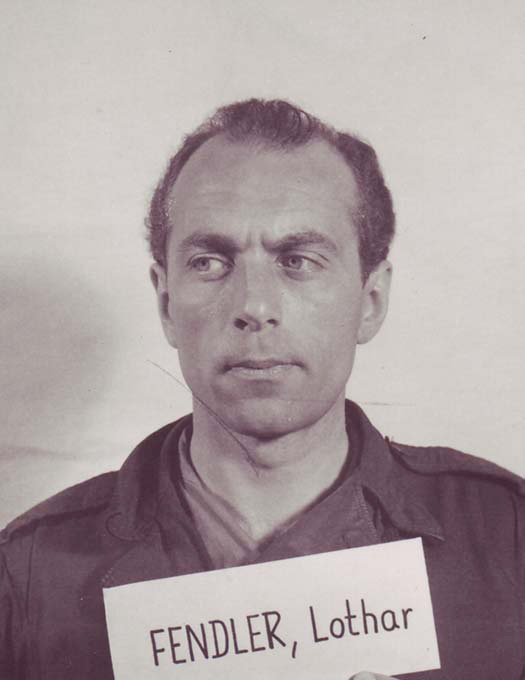
Lothar Fendler beim Einsatzgruppen-Prozess

Lothar Fendler (* 13. August 1913 in Breslau; † 7. März 1983 in Stuttgart) war ein SS-Sturmbannführer, der im Sonderkommando 4b der Einsatzgruppe C am Mord an den Juden in der besetzten Ukraine beteiligt war. Fendler wurde 1948 im Einsatzgruppen-Prozess zu zehn Jahren Haft verurteilt, jedoch bereits 1951 freigelassen.

## Leben
Fendler studierte von 1932 bis 1934 Zahnmedizin. 1933 trat er in die SS ein (SS-Nummer 272.603). Von 1934 bis 1936 diente er in der Wehrmacht. 1936 wurde Fendler Mitarbeiter im Sicherheitsdienst des Reichsführers SS (SD). Er gehörte wie Felix Rühl – sein späterer Mitangeklagter im Einsatzgruppen-Prozess – zum Führungsnachwuchs des Sicherheitsdienstes und nahm nach Auswahl und Empfehlung durch seine Vorgesetzten an Kursen an der Führerschule der Sicherheitspolizei und des Sicherheitsdienstes der SS in Berlin-Charlottenburg teil. Am 29. Juni 1937 beantragte er die Aufnahme in die NSDAP und wurde rückwirkend zum 1. Mai desselben Jahres aufgenommen (Mitgliedsnummer 5.216.392).
Im Mai 1941 wurde Fendler bei der Aufstellung der Einsatzgruppen in der Grenzpolizeischule Pretzsch/Elbe dem Sonderkommando 4b der Einsatzgruppe C zugeteilt, wo er die Abteilung III (Nachrichtendienst) verantwortete. Dem Stab des Sonderkommandos 4b gehörten insgesamt nur sieben Offiziere an. Fendler nahm mit dem Sonderkommando 4b ab Juni 1941 am Überfall auf die Sowjetunion teil. Am 2. Oktober 1941 wurde er abgelöst und kehrte nach Berlin zurück.
Von 1947 bis 1948 war Fendler einer von 24 Angeklagten im Einsatzgruppen-Prozess, sein Verteidiger war Rechtsanwalt Dr. Hans Fritz unter Assistenz von Dr. Gabriele Lehmann. Der Richter war Michael A. Musmanno. Am 9. April 1948 wurde Fendler in allen drei Anklagepunkten – (1) Verbrechen gegen die Menschlichkeit, (2) Kriegsverbrechen und (3) Mitgliedschaft in einer kriminellen Organisation – für schuldig befunden. In der Urteilsbegründung wurde die Frage, ob Fendler der Stellvertreter seines Kommandoführers Günther Herrmann war, nicht abschließend beantwortet. Fendler war jedenfalls nach Herrmann der zweitranghöchste Offizier im Kommando. Auch die Führung des Kommandos bei konkreten Erschießungen konnte Fendler nicht nachgewiesen werden. Fendler wurde am 10. April 1948 zu zehn Jahren Haft verurteilt. Zur Verbüßung der Strafe wurde er in das Kriegsverbrechergefängnis Landsberg verbracht.
Im Zuge der intensivierten Diskussion der westdeutschen Wiederbewaffnung nach Ausbruch des Koreakrieges ab Sommer 1950 wandelte Hochkommissar John McCloy am 31. Januar 1951 auf Empfehlung des „Advisory Board on Clemency for War Criminals“ von den 15 Todesurteilen gegen in Landsberg Inhaftierte vier in lebenslange Haftstrafen und sechs in Haftstrafen zwischen zehn und fünfundzwanzig Jahren um, während fünf Todesurteile vollstreckt werden sollten. Das Urteil gegen Fendler wurde auf acht Jahre reduziert. Im Dezember 1951 wurde er freigelassen, nachdem ihm seine Resthaftzeit erlassen wurde.